# Fritz Löhner-Beda
Fritz Löhner-Beda, pseudonimo di Bedřich Löwy (Ústí nad Orlicí, 24 giugno 1883 – Auschwitz, 4 dicembre 1942), è stato un librettista, scrittore e autore musicale austriaco di origine ebraica, vittima dell'Olocausto. È stato uno degli autori del libretto dell'operetta Ballo al Savoy.

## Canzoni composte

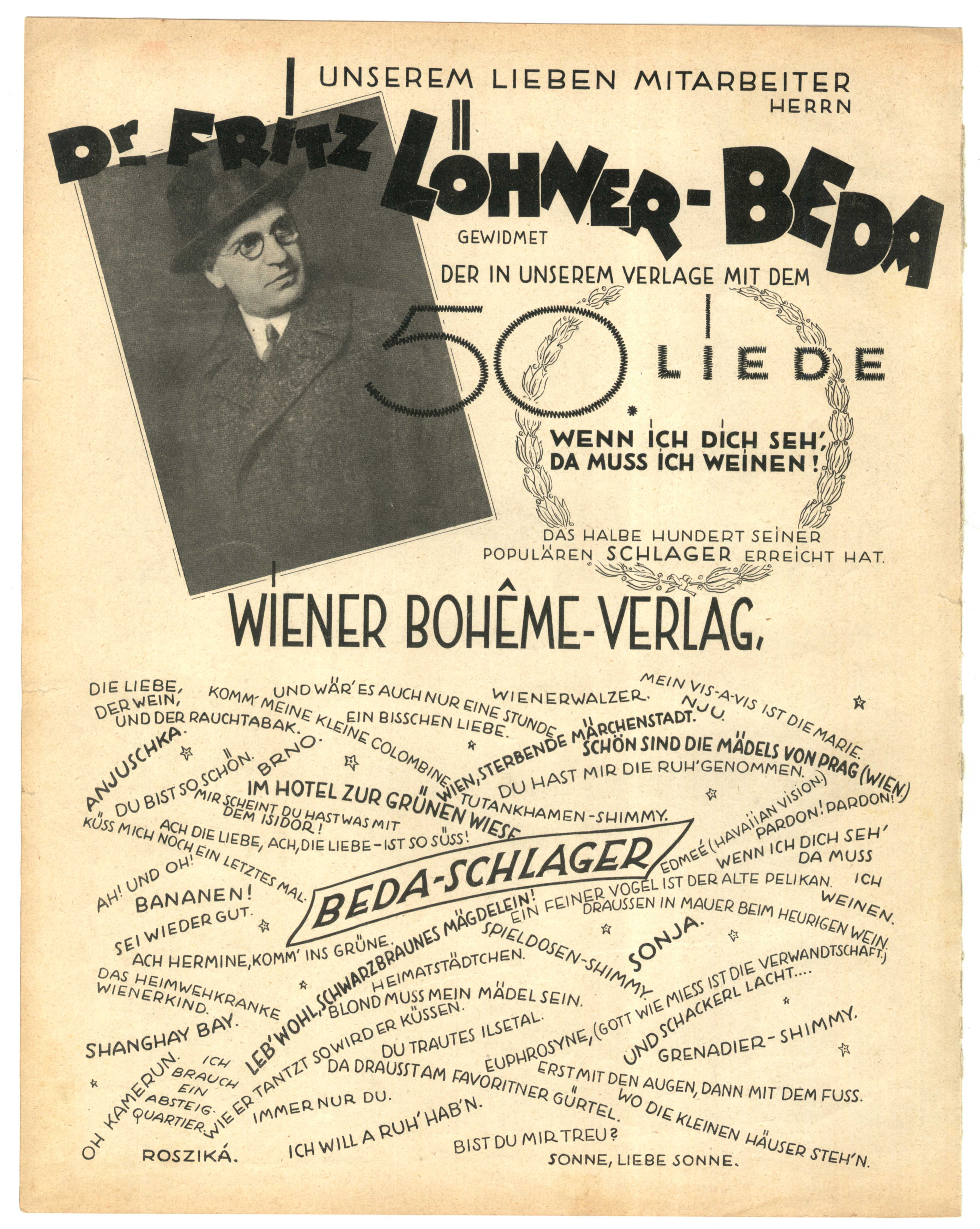
Foglio ricordo in occasione della sua 50ª canzone

- In der Bar zum Krokodil (Onestepp; Musica: Willy Engel-Berger; cantata tra altri da Paul O'Montis)
- Du schwarzer Zigeuner (Tango; adattamento di Cikánka von Karel Vacek)
- Laila (Lied) (Tango; Musica: Adolf Dauber, 1960 durch die Version der „Regento Stars" bekanntgeworden.
- Drunt' in der Lobau (Musica: Heinrich Strecker)
- Ausgerechnet Bananen (adattamento di Yes! We Have No Bananas di Frank Silver e Irving Cohn; cantata tra altri da Joséphine Baker;
- Ich hab' mein Herz in Heidelberg verloren (Musica: Fred Raymond)
- Oh, Donna Clara (Tango; Musica: Jerzy Petersburski)
- Wo sind deine Haare, August? (Foxtrott; Musica: Richard Fall)
- Was machst du mit dem Knie, lieber Hans? (Paso Doble; Musik: Richard Fall)
- Dein ist mein ganzes Herz ovvero Tu che m'hai preso il cuor dalla Operetta di Franz Lehár il paese del sorriso
- Freunde, das Leben ist lebenswert (da Giuditta)
- Meine Lippen, sie küssen so heiß (da Giuditta)
- Liebe Katharina, komm zu mir nach China! (Lied und Foxtrott; Musica: Richard Fall)
- Schön sind die Mädel von Prag (Musica di Leopoldi)